# الشاذلي القليبي
الشاذلي القليبي (6 سبتمبر 1925 – 13 مايو 2020) سياسي تونسي شغل منصب أمين جامعة الدول العربية العام بين 1979 و1990، عندما كان مقرها تونس بعد اتفاقية كامب ديفيد، استقال خلال الحشد الأمريكي على العراق 1990 - 1991 قبيل حرب الخليج الثانية لاعتراضه على الحرب الأجنبية على العراق.

## مسيرته المهنية والسياسية
حصل على الإجازة في اللغة والآداب العربية، وتفرغ للتدريس في الجامعة التونسية، إلا أن تفرغه لم يدم أكثر من عام واحد، إذ سرعان ما عُين مديرًا للإذاعة والتلفزة الوطنية.

### أمين عام جامعة الدول العربية
شغل الشاذلي القليبي منصب أمين جامعة الدول العربية العام بين 1979 و1990، عندما كان مقرها تونس بعد اتفاقية كامب ديفيد، استقال خلال الحشد الأمريكي على العراق 1990 - 1991 قبيل حرب الخليج الثانية لاعتراضه على الحرب الأجنبية للعراق.
كانت عشريته حافلة بالأحداث العربية والقضايا الإقليمية، فكان دومًا ينادي من منبره بأن يُفعل العرب بإرادتهم مؤسسات العمل العربي المشترك.
ومن أبرز هذه الأحداث في عهده تكوين لجان لتنقية الأجواء العربية، بحث الوضع في القرن الأفريقي وجنوب أفريقيا، ودعم التعاون العربي الأفريقي، وإدانة الإرهاب الدولي وفي مقدمته الإرهاب اليهودي داخل الأراضي العربية المحتلة وخارجها، والسعي لتحقيق الأمن القومي العربي، وتنقية العلاقات العربية، والمؤتمر الدولي للسلام في الشرق الأوسط، والمقاطعة العربية لإسرائيل، ودعم الانتفاضة الفلسطينية، والترحيب بقيام الجمهورية اليمنية، والهجرة اليهودية إلى فلسطين وخطرها على الأمن القومي العربي.

### وزير الثقافة
أسس وزارة الثقافة وتولى شؤونها وشؤون وزارة الإعلام من عام 1961- 1979 تخللها توليه منصب مدير ديوان رئيس الجمهورية. شارك في تحرير معظم الصحف والمجلات الوطنية، ونشر العديد من المقالات السياسية والبحوث وألقى الكثير من المحاضرات الأدبية. ومن مؤلفاته «العرب أمام قضية فلسطين» و«من قضايا الدين والعصر». وكان له آراء صريحة ومتحررة في كل المشكلات التي تجابه المجتمع العربي، كالعلاقة بين العروبة والإسلام، وحول قضية المرأة العربية، والنفط، والنظام الاقتصادي العالمي الجديد، والحوار العربي الأوروبي الأفريقي. حمل وسامي الجمهورية والاستقلال وعددا كبيرا من الأوسمة العربية والأجنبية. كما كان عضواً بمجمع اللغة العربية في القاهرة منذ فبراير/شباط 1970.

## الجوائز
- الطوق الكبير من أجل الاستقلال (تونس)
- الطوق الكبير من وسام الجمهورية (تونس)[6]
- الطوق الأكبر من وسام الاستحقاق الوطني (تونس)
- الطوق الكبير لدولة فلسطين
- وسام رئيس الجمهورية الجزائرية
- وسام الشرف من جامعة تونس
- دكتوراه فخرية من جامعة تونس

## روابط خارجية
- الشاذلي القليبي على موقع مونزينجر (الألمانية)

| المناصب السياسية | المناصب السياسية                     | المناصب السياسية          |
| ---------------- | ------------------------------------ | ------------------------- |
| سبقه محمود رياض  | أمين جامعة الدول العربية 1979 - 1990 | تبعه أحمد عصمت عبد المجيد |